# Danh sách tập của Siêu trí tuệ Trung Quốc (mùa 6)

## Quy tắc thi đấu
Hơn 100.000 thí sinh tham gia hình thức kiểm tra mô hình trí lực CHC do hội trưởng ủy ban nghiên cứu tài năng siêu thường Trung Quốc, giáo sư Lưu Gia và kinh nghiệm tuyển chọn nhân tài, tiến hành chuẩn bị 1 bộ đề thi gồm phân biệt các năng lực: Năng lực không gian, năng lực suy đoán, năng lực tính nhẩm, năng lực sáng tạo, năng lực quan sát và năng lực ghi nhớ để kiểm tra năng lực tổng hợp của các tuyển thủ qua vòng sơ khảo trên mạng, vòng thi trên giấy và các tình huống thử thách. Qua 3 cửa ải lớn, từ hơn 100.000 tuyển thủ, sàng lọc 100 tuyển thủ đứng đầu trở thành thành viên chính thức của mùa này.
Hai tuyển thủ thiên tài (Gồm Vương Phong và Bào Vân) và giáo sư Ngụy Khôn Lâm sẽ là đội trưởng cùng với 3 nghệ sĩ trợ lực (Gồm Hàn Tuyết, Quách Thái Khiết và Thích Vy). Sau khi lựa chọn nghiêm túc sẽ tạo ra Tối cường chiến đội nghênh chiến cao thủ quốc tế.
Dưới đây là danh sách các tập của chương trình Siêu trí tuệ (Trung Quốc) mùa 6 phát sóng năm 2019.

## Vòng 1 - Tranh 24 ghế hoàng kim
100 thí sinh được chọn qua các vòng sơ loại sẽ vượt qua 4 phần thử thách. Tuyển thủ tiến cấp mỗi phần sẽ căn cứ theo thứ hạng ở phần này lựa chọn thử thách cho phần sau. Sau 4 phần thi sẽ có 24 tuyển thủ được tiến cấp. Mỗi đội có duy nhất 1 quyền hồi sinh để cứu thí sinh được đi tiếp

### Tập 1 đến tập 4
| Phần thi | Loại khảo nghiệm                       | Tên thử thách                                           | Mô tả |
| --- | -------------------------------------- | ------------------------------------------------------- | --- |
| 1 Từ 100 loại 20 còn 80 thí sinh Thí sinh nào phá được kỷ lục của Hà Du Quân thi đấu năm 2018 là 21 giây 76 sẽ được đặc cách vào vòng 2 | Tổng hợp                               | Số tự mê bàn (Hạng mục chung cho vòng đấu 100 người)    | Các chữ số từ 1 đến 15 tạo thành số tự hoa dung đạo đã bị xáo trộn từ trước. Sau khi bắt đầu, tuyển thủ nhanh chóng khôi phục các só theo đúng trạng thái ban đầu từ trái sang phải, hàng từ trên xuống dưới theo thứ tự tăng dần. Hệ thống sẽ dựa vào thành tích khôi phục để xếp hạng. |
| 2 Thí sinh vượt qua phần 1 tùy chọn thử thách vào phòng A hay B, ưu tiên thứ hạng thí sinh từ cao xuống thấp. Khi một phòng đầy thí sinh thì mặc định những thí sinh chưa lựa chọn sẽ vào phòng còn lại. Từ 80 loại 20 còn 60 thí sinh Tuy nhiên có 02 thí sinh được cứu (Mậu Tân Húc là thí sinh được Vân đội cứu và Trương Nghệ Soái là thí sinh được Sơn đội cứu) nên tổng cộng có 62 thí sinh đi tiếp. | Năng lực không gian (phòng A)          | Quy văn cốt tích                                        | Đem khối lập phương mục tiêu 6 mặt có văn tự cổ phân thành 8 mảnh nhỏ, không được mang đi đối chiếu. Tại khu vực ra đề quan sát khối văn tự mục tiêu trong 640 mảnh vỡ xương thú và mai rùa thông qua năng lực không gian tìm ra mối liên hệ giữa chúng, cuối cùng trong vô số các mảnh ghép và tổ hợp lựa chọn mảnh ghép và xoay chúng ghép thành khối lập phương mục tiêu. |
| 2 Thí sinh vượt qua phần 1 tùy chọn thử thách vào phòng A hay B, ưu tiên thứ hạng thí sinh từ cao xuống thấp. Khi một phòng đầy thí sinh thì mặc định những thí sinh chưa lựa chọn sẽ vào phòng còn lại. Từ 80 loại 20 còn 60 thí sinh Tuy nhiên có 02 thí sinh được cứu (Mậu Tân Húc là thí sinh được Vân đội cứu và Trương Nghệ Soái là thí sinh được Sơn đội cứu) nên tổng cộng có 62 thí sinh đi tiếp. | Năng lực quan sát (phòng B)            | Trân hi túc tích                                        | Thông qua manh mối đặc trưng, tại khu bảo tồn A, trong rất nhiều các dấu chân thú với màu sắc lộn xộn, lóe lên tức thời, loại trừ các thông tin gây nhiễu, tiến hành thống kê các dấu chân mục tiêu, tìm ra dấu chân thú có số lượng ít nhất, các màu của nó chính là manh mối. Sau đó sang khu bảo tồn khu B, trong các dấu chân có cùng màu như thế tìm ra dấu chân có số lần xuất hiện ít nhất. |
| 3 Thí sinh vượt qua phần 2 tùy chọn thử thách vào phòng C hay D, ưu tiên thứ hạng thí sinh từ cao xuống thấp. Khi một phòng đầy thí sinh thì mặc định những thí sinh chưa lựa chọn sẽ vào phòng còn lại. Thí sinh đơn đấu với nhau Từ 62 loại 31 còn 31 thí sinh. Tuy nhiên có 01 thí sinh được cứu (Trịnh Lâm Khải là thí sinh được Lâm đội cứu) nên tổng cộng có 32 thí sinh đi tiếp                     | Năng lực suy luận, sáng tạo (phòng C)  | Mê tẩu điểm tuyến                                       | Một hình ảnh mục tiêu và một mạng lưới các điểm phức tạp. Thí sinh cần xây dựng nên quan hệ liên kết giữa các điểm. Não cần dùng năng lực không gian suy luận tìm ra các thông tin bị ẩn tìm ra đúng hình ảnh mục tiêu. Thí sinh thi đấu 1 đối 1, thí sinh có xếp hạng từ cao xuống thấp lần lượt chọn đối thủ trước khi thi đấu. Trong một cặp đấu, mỗi thí sinh nhận 3 đề ngẫu nhiên với độ khó khác nhau, thí sinh nào hoàn thành chính xác 2 đề bất kì sẽ tiến cấp. |
| 3 Thí sinh vượt qua phần 2 tùy chọn thử thách vào phòng C hay D, ưu tiên thứ hạng thí sinh từ cao xuống thấp. Khi một phòng đầy thí sinh thì mặc định những thí sinh chưa lựa chọn sẽ vào phòng còn lại. Thí sinh đơn đấu với nhau Từ 62 loại 31 còn 31 thí sinh. Tuy nhiên có 01 thí sinh được cứu (Trịnh Lâm Khải là thí sinh được Lâm đội cứu) nên tổng cộng có 32 thí sinh đi tiếp                     | Năng lực không gian, ghi nhớ (phòng D) | Khối màu bí ẩn                                          | Một hình lập phương có 6 mặt có màu sắc khác nhau và 1 lộ tuyến phức tạp, ngoằn ngoèo. Não cần vận dụng năng lực không gian đa chiều xây dựng nên con đường lục sắc khi hình lập thể lăn từ đầu đến cuối rồi đánh dấu trên bản đồ 3 màu sắc được chỉ định. Thí sinh chỉ có gợi ý manh mối của hình lập thể ở vị trí sắp xếp ban đầu, không được mang theo hình lập thể để đi đối chiếu. Một trận quyết định thắng bại, đáp sai đối phương chiến thắng. |
| 4 Thí sinh vượt qua phần 3 sẽ thi phần thử thách cuối cùng này. 32 thí sinh loại 08 còn 24 thí sinh Tuy nhiên do số thí sinh đáp sai nhiều hơn nên sau khi phần thi này kết thúc chỉ còn lại 18 thí sinh | Tổng hợp                               | Truy tìm Khối đa diện Archimedes (Khối đa diện bán đều) | Hạng mục kiểm tra lực quan sát và lực sáng tạo, chiến thắng 2 người cùng tiến cấp, thất bại cả hai phải dừng bước. Quy tắc tổ đội: Người chủ trì trên sân khấu chọn ngẫu nhiên 01 tuyển thủ, các tuyển thủ còn lại muốn tạo đội thì tự nguyện bước lên. Nếu có duy nhất 1 người bước lên, tự động thành 1 đội. Nếu nhiều người cùng bước lên, tuyển thủ được Người chủ trì trên sân khấu chọn ngẫu nhiên sẽ tiến hành chọn 1 trong những người đó và tạo thành 1 đội. Tuyển thủ A quan sát lượng lớn các hành tinh vận động, quỹ tích của chúng cùng phương hướng tốc độ khác nhau, chúng tạo ra các đồ hình khác nhau tìm ra các hình dáng của các Đa giác đều, tuyển thủ A có 3 cơ hội xác nhận thông tin giao cho đồng đội, nếu giao vẫn chưa chính xác cả đội bị loại. Tuyển thủ B căn cứ manh mối đồng đội cung cấp tiến hành tổ hợp sắp xếp các hình đa giác đều chuyển chúng từ mặt phẳng sang 3D. Cuối cùng dùng các mảnh ghép và linh kiện ghép thành công khối đa diện Archimedes thời gian giới hạn 2 tiếng, trong thời gian quy định vẫn chưa hoàn thành bị loại. |

## Vòng 2 - Tập kết chiến đội
Mỗi đội chỉ có tối đa 4 thành viên. Từ 18 thành viên lựa chọn vào đội với số lượng như thế nào mà tiến hành thi đấu trong nội bộ đội đến khi chỉ còn 4 thành viên
| Chú giải | Thí sính vượt qua thử thách | Hòa |

### Tập 5
| Ngụy Khôn Lâm và Thích Vy (Lâm đội) | Thử thách               | Mô tả |
| ----------------------------------- | ----------------------- | --- |
| Đinh Nhược Hư                       | Khối đa diện đều Platon | Một Khối đa diện đều Platon có khảm mô hình Phân tử bên trong. Chỉ có một mặt có thể nhìn vào bên trong, các mặt khác bị che lại. Tuyển thủ chỉ có thể nhìn từ mặt đó nhìn vào và thu thập một số thông tin hữu hạn về kết cấu Phân tử. Trên sân khấu tùy ý chọn cho mỗi thí sinh một mặt bất kỳ làm mặt mục tiêu trên khối đa diện. Trong 140 tấm ảnh tương tự nhau, cần tìm ra chính xác kết cấu Phân tử khi nhìn từ mặt mục tiêu. Khi thí sinh nộp đáp án sai lần thứ nhất phạt 30 giây, lần thứ hai phạt 60 giây, lần thứ ba phạt 90 giây. |
| Trần Hạo Vũ                         | Khối đa diện đều Platon | Một Khối đa diện đều Platon có khảm mô hình Phân tử bên trong. Chỉ có một mặt có thể nhìn vào bên trong, các mặt khác bị che lại. Tuyển thủ chỉ có thể nhìn từ mặt đó nhìn vào và thu thập một số thông tin hữu hạn về kết cấu Phân tử. Trên sân khấu tùy ý chọn cho mỗi thí sinh một mặt bất kỳ làm mặt mục tiêu trên khối đa diện. Trong 140 tấm ảnh tương tự nhau, cần tìm ra chính xác kết cấu Phân tử khi nhìn từ mặt mục tiêu. Khi thí sinh nộp đáp án sai lần thứ nhất phạt 30 giây, lần thứ hai phạt 60 giây, lần thứ ba phạt 90 giây. |
| Phàm Chính Dương                    | Khối đa diện đều Platon | Một Khối đa diện đều Platon có khảm mô hình Phân tử bên trong. Chỉ có một mặt có thể nhìn vào bên trong, các mặt khác bị che lại. Tuyển thủ chỉ có thể nhìn từ mặt đó nhìn vào và thu thập một số thông tin hữu hạn về kết cấu Phân tử. Trên sân khấu tùy ý chọn cho mỗi thí sinh một mặt bất kỳ làm mặt mục tiêu trên khối đa diện. Trong 140 tấm ảnh tương tự nhau, cần tìm ra chính xác kết cấu Phân tử khi nhìn từ mặt mục tiêu. Khi thí sinh nộp đáp án sai lần thứ nhất phạt 30 giây, lần thứ hai phạt 60 giây, lần thứ ba phạt 90 giây. |
| Trịnh Lâm Khải                      | Khối đa diện đều Platon | Một Khối đa diện đều Platon có khảm mô hình Phân tử bên trong. Chỉ có một mặt có thể nhìn vào bên trong, các mặt khác bị che lại. Tuyển thủ chỉ có thể nhìn từ mặt đó nhìn vào và thu thập một số thông tin hữu hạn về kết cấu Phân tử. Trên sân khấu tùy ý chọn cho mỗi thí sinh một mặt bất kỳ làm mặt mục tiêu trên khối đa diện. Trong 140 tấm ảnh tương tự nhau, cần tìm ra chính xác kết cấu Phân tử khi nhìn từ mặt mục tiêu. Khi thí sinh nộp đáp án sai lần thứ nhất phạt 30 giây, lần thứ hai phạt 60 giây, lần thứ ba phạt 90 giây. |
| Ngô Thánh Khiết                     | Khối đa diện đều Platon | Một Khối đa diện đều Platon có khảm mô hình Phân tử bên trong. Chỉ có một mặt có thể nhìn vào bên trong, các mặt khác bị che lại. Tuyển thủ chỉ có thể nhìn từ mặt đó nhìn vào và thu thập một số thông tin hữu hạn về kết cấu Phân tử. Trên sân khấu tùy ý chọn cho mỗi thí sinh một mặt bất kỳ làm mặt mục tiêu trên khối đa diện. Trong 140 tấm ảnh tương tự nhau, cần tìm ra chính xác kết cấu Phân tử khi nhìn từ mặt mục tiêu. Khi thí sinh nộp đáp án sai lần thứ nhất phạt 30 giây, lần thứ hai phạt 60 giây, lần thứ ba phạt 90 giây. |

| Vương Phong và Hàn Tuyết (Sơn đội) | Thử thách         | Mô tả |
| ---------------------------------- | ----------------- | --- |
| Dương Khả Hiên                     | Lưu quang lục sắc | Năm 1966, nhà toán học Người Mỹ Norman Johnson đã tiến hành phân loại và tổng hợp các khối đa diện lồi mã mỗi mặt là một Đa giác đều gọi là khối đa diện Johnson Trên sân khấu chọn 2 trong tổng cộng 92 khối đa diện Johnson. Dùng 6 chùm sáng màu sắc bất đồng chiếu ở các góc khác nhau chiếu 2 vào 2 đa diện quay đều quanh trục. Tuyển thủ chỉ được quan sát các tia Khúc xạ. Thông qua tính toán, trong não khôi phục lại Đa giác đều hoàn chỉnh. Sau đó, căn cứ vào phân bố các tia Khúc xạ tìm ra thứ tự sắp xếp. Sau cùng vận dụng năng lực không gian trong não tìm ra kết cấu hoàn chỉnh của khối đa diện tìm ra 2 khối chính xác đã chọn |
| Lưu Nhân Kiệt                      | Lưu quang lục sắc | Năm 1966, nhà toán học Người Mỹ Norman Johnson đã tiến hành phân loại và tổng hợp các khối đa diện lồi mã mỗi mặt là một Đa giác đều gọi là khối đa diện Johnson Trên sân khấu chọn 2 trong tổng cộng 92 khối đa diện Johnson. Dùng 6 chùm sáng màu sắc bất đồng chiếu ở các góc khác nhau chiếu 2 vào 2 đa diện quay đều quanh trục. Tuyển thủ chỉ được quan sát các tia Khúc xạ. Thông qua tính toán, trong não khôi phục lại Đa giác đều hoàn chỉnh. Sau đó, căn cứ vào phân bố các tia Khúc xạ tìm ra thứ tự sắp xếp. Sau cùng vận dụng năng lực không gian trong não tìm ra kết cấu hoàn chỉnh của khối đa diện tìm ra 2 khối chính xác đã chọn |
| Trần Lập Canh                      | Lưu quang lục sắc | Năm 1966, nhà toán học Người Mỹ Norman Johnson đã tiến hành phân loại và tổng hợp các khối đa diện lồi mã mỗi mặt là một Đa giác đều gọi là khối đa diện Johnson Trên sân khấu chọn 2 trong tổng cộng 92 khối đa diện Johnson. Dùng 6 chùm sáng màu sắc bất đồng chiếu ở các góc khác nhau chiếu 2 vào 2 đa diện quay đều quanh trục. Tuyển thủ chỉ được quan sát các tia Khúc xạ. Thông qua tính toán, trong não khôi phục lại Đa giác đều hoàn chỉnh. Sau đó, căn cứ vào phân bố các tia Khúc xạ tìm ra thứ tự sắp xếp. Sau cùng vận dụng năng lực không gian trong não tìm ra kết cấu hoàn chỉnh của khối đa diện tìm ra 2 khối chính xác đã chọn |
| Châu Khải Tường                    | Lưu quang lục sắc | Năm 1966, nhà toán học Người Mỹ Norman Johnson đã tiến hành phân loại và tổng hợp các khối đa diện lồi mã mỗi mặt là một Đa giác đều gọi là khối đa diện Johnson Trên sân khấu chọn 2 trong tổng cộng 92 khối đa diện Johnson. Dùng 6 chùm sáng màu sắc bất đồng chiếu ở các góc khác nhau chiếu 2 vào 2 đa diện quay đều quanh trục. Tuyển thủ chỉ được quan sát các tia Khúc xạ. Thông qua tính toán, trong não khôi phục lại Đa giác đều hoàn chỉnh. Sau đó, căn cứ vào phân bố các tia Khúc xạ tìm ra thứ tự sắp xếp. Sau cùng vận dụng năng lực không gian trong não tìm ra kết cấu hoàn chỉnh của khối đa diện tìm ra 2 khối chính xác đã chọn |
| Tạ Tôn Dịch                        | Lưu quang lục sắc | Năm 1966, nhà toán học Người Mỹ Norman Johnson đã tiến hành phân loại và tổng hợp các khối đa diện lồi mã mỗi mặt là một Đa giác đều gọi là khối đa diện Johnson Trên sân khấu chọn 2 trong tổng cộng 92 khối đa diện Johnson. Dùng 6 chùm sáng màu sắc bất đồng chiếu ở các góc khác nhau chiếu 2 vào 2 đa diện quay đều quanh trục. Tuyển thủ chỉ được quan sát các tia Khúc xạ. Thông qua tính toán, trong não khôi phục lại Đa giác đều hoàn chỉnh. Sau đó, căn cứ vào phân bố các tia Khúc xạ tìm ra thứ tự sắp xếp. Sau cùng vận dụng năng lực không gian trong não tìm ra kết cấu hoàn chỉnh của khối đa diện tìm ra 2 khối chính xác đã chọn |

### Tập 6
Do Vân đội có 8 thành viên nên chia ra 2 vòng thi đấu
Vòng 1
| Bào Vân và Quách Thái Khiết (Vân đội) | Thử thách         | Mô tả |
| ------------------------------------- | ----------------- | --- |
| Vương Dịch Mộc                        | Quang ảnh mê tung | Trong rất nhiều các lộ tuyến khép kín tương tự nhau. Trên sân khấu tùy ý chọn một lộ tuyến, 1 chiếc xe mang theo nguồn sáng sẽ dùng Trí tuệ nhân tạo chạy theo chính xác đường mô phỏng lộ tuyến này. Lúc xe chạy sẽ tạo ra bóng ảnh của cảnh vật ven đường trên tấm màn xung quanh. Đầu tiên, tuyển thủ cần quan sát kích thước và hình dạng của các bóng ảnh di động suy luận ra vị trí của xe và giữa vào số lần các nguồn sáng xuất hiện và biến mất phán đoán góc độ mà chiếc xe chuyển hướng. Cuối cùng liên kết các thông tin này lại để tìm ra chính xác lộ tuyến |
| Trương Lại Hòa                        | Quang ảnh mê tung | Trong rất nhiều các lộ tuyến khép kín tương tự nhau. Trên sân khấu tùy ý chọn một lộ tuyến, 1 chiếc xe mang theo nguồn sáng sẽ dùng Trí tuệ nhân tạo chạy theo chính xác đường mô phỏng lộ tuyến này. Lúc xe chạy sẽ tạo ra bóng ảnh của cảnh vật ven đường trên tấm màn xung quanh. Đầu tiên, tuyển thủ cần quan sát kích thước và hình dạng của các bóng ảnh di động suy luận ra vị trí của xe và giữa vào số lần các nguồn sáng xuất hiện và biến mất phán đoán góc độ mà chiếc xe chuyển hướng. Cuối cùng liên kết các thông tin này lại để tìm ra chính xác lộ tuyến |
| Tống Nhất Ngạo                        | Quang ảnh mê tung | Trong rất nhiều các lộ tuyến khép kín tương tự nhau. Trên sân khấu tùy ý chọn một lộ tuyến, 1 chiếc xe mang theo nguồn sáng sẽ dùng Trí tuệ nhân tạo chạy theo chính xác đường mô phỏng lộ tuyến này. Lúc xe chạy sẽ tạo ra bóng ảnh của cảnh vật ven đường trên tấm màn xung quanh. Đầu tiên, tuyển thủ cần quan sát kích thước và hình dạng của các bóng ảnh di động suy luận ra vị trí của xe và giữa vào số lần các nguồn sáng xuất hiện và biến mất phán đoán góc độ mà chiếc xe chuyển hướng. Cuối cùng liên kết các thông tin này lại để tìm ra chính xác lộ tuyến |

Vòng 2
Năm tuyển thủ dựa vào thứ tự xếp hạng ở vòng trước, lần lượt chọn hạng mục phòng thủ của mình. Sau đó bắt đầu 4 lượt tỉ thí: Lượt thứ nhất, tuyển thủ hạng thấp nhất sẽ là bên tấn công. Chọn tùy ý 1 đối thủ, tiến hành khiêu chiến hạng mục phòng thủ theo hình thức đấu loại trực tiếp. Những lượt sau tuyển thủ hạng thấp nhất sẽ lần lượt chọn đối thủ tiến hành khiêu chiến. Sau 4 lượt, người chiến thắng sẽ giành vị trí cuối cùng trong Vân đội
| Lượt 1           | Thử thách                    | Mô tả |
| ---------------- | ---------------------------- | --- |
| Lưu Mộng Dương   | Thông thạo khối vuông        | Đem khối vuông mục tiêu lăn trong Ma trận các khối vuông Không gian ba chiều. Khối vuông màu đỏ là địa lôi, không được đi qua. Khối vuông màu xám bị lăn qua sẽ biến mất, cần thông qua suy luận làm biến mất tất cả khối vuông màu xám. Ai hoàn thành trước sẽ là người chiến thắng                                                                                                |
| Trương Phong Hào | Thông thạo khối vuông        | Đem khối vuông mục tiêu lăn trong Ma trận các khối vuông Không gian ba chiều. Khối vuông màu đỏ là địa lôi, không được đi qua. Khối vuông màu xám bị lăn qua sẽ biến mất, cần thông qua suy luận làm biến mất tất cả khối vuông màu xám. Ai hoàn thành trước sẽ là người chiến thắng                                                                                                |
| Lượt 2           | Thử thách                    | Mô tả |
| Vương Đức Tài    | Cờ ca-rô Không gian ba chiều | Trong Không gian ba chiều 5x5x5. Hai bên lần lượt đặt từng quân cờ vào, mỗi lần đặt tối đa 15 giây. Hàng ngang, hàng dọc, hàng chéo, bất cứ hàng nào nối thành 4 quân cờ liên tiếp sẽ thắng Thi đấu 2 trận, nếu sau 2 trận hòa thì người nào thắng với số bước ít hơn sẽ là người chiến thắng sau cùng                                                                              |
| Tiết Viễn Trình  | Cờ ca-rô Không gian ba chiều | Trong Không gian ba chiều 5x5x5. Hai bên lần lượt đặt từng quân cờ vào, mỗi lần đặt tối đa 15 giây. Hàng ngang, hàng dọc, hàng chéo, bất cứ hàng nào nối thành 4 quân cờ liên tiếp sẽ thắng Thi đấu 2 trận, nếu sau 2 trận hòa thì người nào thắng với số bước ít hơn sẽ là người chiến thắng sau cùng                                                                              |
| Lượt 3           | Thử thách                    | Mô tả |
| Lưu Mộng Dương   | Cờ ca-rô Không gian ba chiều | Trong Không gian ba chiều 5x5x5. Hai bên lần lượt đặt từng quân cờ vào, mỗi lần đặt tối đa 15 giây. Hàng ngang, hàng dọc, hàng chéo, bất cứ hàng nào nối thành 4 quân cờ liên tiếp sẽ thắng Thi đấu 2 trận, nếu sau 2 trận hòa thì người nào thắng với số bước ít hơn sẽ là người chiến thắng sau cùng                                                                              |
| Vương Đức Tài    | Cờ ca-rô Không gian ba chiều | Trong Không gian ba chiều 5x5x5. Hai bên lần lượt đặt từng quân cờ vào, mỗi lần đặt tối đa 15 giây. Hàng ngang, hàng dọc, hàng chéo, bất cứ hàng nào nối thành 4 quân cờ liên tiếp sẽ thắng Thi đấu 2 trận, nếu sau 2 trận hòa thì người nào thắng với số bước ít hơn sẽ là người chiến thắng sau cùng                                                                              |
| Lượt 4           | Thử thách                    | Mô tả |
| Vương Đức Tài    | Mạch điện khép kín           | Hai tuyển thủ lần lượt đặt 48 khối dây điện và ghép thành một mạch điện khép kín duy nhất. Có hai loại khối: mặt là đường dây thẳng, mặt là đường gấp khúc. Mỗi lần có thể đặt 1 đến 3 khối, đặt trong cùng một hàng hoặc một cột Có 2 cách chiến thắng: Xếp ra một mạch điện duy nhất hoặc là công bố đề này không giải được Thi đấu 3 trận, thắng 2 là người chiến thắng sau cùng |
| Doãn Quán Kỳ     | Mạch điện khép kín           | Hai tuyển thủ lần lượt đặt 48 khối dây điện và ghép thành một mạch điện khép kín duy nhất. Có hai loại khối: mặt là đường dây thẳng, mặt là đường gấp khúc. Mỗi lần có thể đặt 1 đến 3 khối, đặt trong cùng một hàng hoặc một cột Có 2 cách chiến thắng: Xếp ra một mạch điện duy nhất hoặc là công bố đề này không giải được Thi đấu 3 trận, thắng 2 là người chiến thắng sau cùng |

## Vòng 3 - Đội chiến luân lưu
Có 3 tuyển thủ mùa 5 quay trở lại vào 3 đội với vai trò hỗ trợ. Ba đội tiến hành thi đấu luân lưu tính điểm. Nếu kết quả là 2:0, bên thắng được 3 điểm, bên thua không được điểm. Nếu kết quả là 2:1, bên thắng được 2 điểm, bên thua được 1 điểm. Mỗi tuyển thủ siêu cấp mùa trước có một cơ hội xuất chiến. Mỗi một trận thi đấu, bên thua phải loại đi 1 tuyển thủ. Sau khi kết thúc 3 trận luân lưu, đội cao điểm nhất sẽ chiến thắng
Sau khi vòng 2 kết thúc. Đội trưởng ba chiến đội có các thành viên như bảng dưới đây.
| Ngụy Khôn Lâm và Thích Vy (Lâm đội) | Vương Phong và Hàn Tuyết (Sơn đội) | Bào Vân và Quách Thái Khiết (Vân đội) |
| ----------------------------------- | ---------------------------------- | ------------------------------------- |
| Đinh Nhược Hư                       | Dương Khả Hiên                     | Vương Dịch Mộc                        |
| Trần Hạo Vũ                         | Lưu Nhân Kiệt                      | Vương Đức Tài                         |
| Phàm Chính Dương                    | Trần Lập Canh                      | Tống Nhất Ngạo                        |
| Trịnh Lâm Khải                      | Châu Khải Tường                    | Trương Lại Hòa                        |

| Chú giải | Thắng | Hòa |

### Tập 7
| Trận đấu | Ngụy Khôn Lâm và Thích Vy (Lâm đội) | Bào Vân và Quách Thái Khiết (Vân đội) | Thử thách            | Mô tả |
| -------- | ----------------------------------- | ------------------------------------- | -------------------- | --- |
| 1        | Trịnh Lâm Khải Đinh Nhược Hư        | Tống Nhất Ngạo Trương Lại Hòa         | Mạng lưới hộp xám    | Mỗi đội cử 2 tuyển thủ. Mỗi tuyển thủ cần giải 10 đề. Tuyển thủ cần dựa vào các số ghi trên mỗi hàng và cột thông qua mối quan hệ logic giữa hàng và cột suy luận ra những số chưa biết ở vị trí ? từ đó có được công tắc và sơ đồ bóng đèn. Sau khi giải hết 20 đề, hai tuyển thủ hội ý cùng nhau tìm ra thứ tự bật các công tắc để tạo ra hình ảnh mục tiêu. Đội hoành thành chính xác trước sẽ chiến thắng |
| 2        | Trịnh Lâm Khải Phàm Chính Dương     | Tống Nhất Ngạo Vương Đức Tài          | Nguyên tố gấp khúc   | Tuyển thủ A chọn ngẫu nhiên 3 đoạn dãy số để điền vào thứ tự Vòng xoắn Ulam do 384 Tam giác đều xếp thành Lục giác và đánh dấu vị trí các Số nguyên tố. Có 3 cơ hội chuyển thông tin cho đồng đội Khi tuyển thủ B nhận được thông tin vị trí Số nguyên tố, 3 viên đá vô cực cũng được mở khóa. Tuyển thủ suy luận trong đầu tìm cách mở 3 viên đá theo cách thức nhất định để đặt chúng vào trong Lục giác sao cho số lượng các Số nguyên tố bên trong chúng đạt đến số lượng lớn nhất Bên nào nhiều Số nguyên tố hơn sẽ thắng. Nếu bằng nhau, bên nào dùng ít thời gian hơn sẽ thắng |
| 3        | Trần Hạo Vũ                         | Vương Dịch Mộc                        | Trùng điệp tiêu dung | Tuyển thủ xem và ghi nhớ hình ảnh mục tiêu. Dựa theo quy luật: Ghép vào số mảnh là chẵn thì bỏ đi phần chung, số lẻ thì giữ nguyên phần chung, ghép các ảnh cho sẵn thành ảnh mục tiêu. Mỗi lần xem lại hình ảnh mục tiêu, màn hình sẽ khóa 10 giây. Tổng cộng có 3 đề, ai giải xong trước sẽ chiến thắng |

Lâm đội thua và thành viên Trần Hạo Vũ phải rời đội

### Tập 8
| Trận đấu | Ngụy Khôn Lâm và Thích Vy (Lâm đội)         | Vương Phong và Hàn Tuyết (Sơn đội) | Thử thách              | Mô tả |
| -------- | ------------------------------------------- | ---------------------------------- | ---------------------- | --- |
| 1        | Trịnh Lâm Khải Phàm Chính Dương             | Dương Khả Hiên Lưu Nhân Kiệt       | Nhược đương trùng điệp | Tuyển thủ 2 đội thi đấu tiếp sức. Từ manh mối trong những bức tranh tạo thành từ đường cong khép kín trên mặt phẳng, trong các bức tranh có rất nhiều điểm rải rác có màu. Tuyển thủ A cần tìm ra tất cả các điểm nằm trong đường cong khép kín và nối các điểm cùng màu với nhau, chuyển cho đồng đội. Tuyển thủ B quan sát các mảnh ghép, trong rất nhiều các ảnh, tìm ra ảnh có thể tạo thành từ tất cả các mảnh ghép. Đội nào hoàn thành trước và chính xác sẽ chiến thắng |
| 2        | Loan Vũ (Tuyển thủ siêu cấp) Trịnh Lâm Khải | Trần Lập Canh Lưu Nhân Kiệt        | Mê cung đoạt bảo       | Tuyển thủ 2 đội thi đấu tiếp sức trong thời gian 30 phút. Tuyển thủ A sắp xếp lại Mê cung trong 63 mảnh ghép đã bị xáo trộn. Bên đưa được 1 khối bất kỳ về vị trí chính xác sẽ giành quyền sở hữu kho báu đó. Tuyển thủ A có quyền dừng thử thách của mình bất cứ lúc nào, sau đó chuyển thông tin cho đồng đội. Tuyển thủ B dùng thời gian còn lại dựa vào sơ đồ tuyển thủ A chuyển tìm kho báu trong trò chơi Minecraft tìm ra nhiều nhất có thể kho báu của đội mình, đồng thời có thể chôn giấu kho báu của đối phương đi. Bên nào tìm được nhiều kho báu hơn sẽ thắng. Nếu số lượng bằng nhau, đội nào dùng thời gian ít hơn sẽ thắng |

Sơn đội thua và thành viên Trần Lập Canh phải rời đội

### Tập 9
| Trận đấu | Bào Vân và Quách Thái Khiết (Vân đội)        | Vương Phong và Hàn Tuyết (Sơn đội)            | Thử thách            | Mô tả |
| -------- | -------------------------------------------- | --------------------------------------------- | -------------------- | --- |
| 1        | Trương Lại Hòa Tôn Dũng (Tuyển thủ siêu cấp) | Dương Dịch (Tuyển thủ siêu cấp) Lưu Nhân Kiệt | Vòng tròn ma thuật   | Hai tuyển thủ mỗi đội thi đấu tiếp sức phá giải mật mã ký tự ẩn tàng. Tuyển thủ A phá giải vòng tròn ma thuật. Các con số trên những vòng tròn đồng tâm và trên các đường kính đều có cùng quy luật. Phá giải chính xác vòng tròn ma thuật lấy được 12 số mục tiêu tương ứng với 12 tấm Oekaki Logic chuyển cho tuyển thủ B. Tuyển thủ B trong rất nhiều các tấm Oekaki Logic, loại đi những cái gây nhiễu tìm ra 12 tấm đó, đặt chúng vào các tấm bảng đục lỗ sẵn theo thứ tự tương ứng được 12 điểm ảnh. Vận dụng năng lực không gian, xoay chuyển, chồng lên, ghép các điểm ảnh với nhau tạo thành mật mã 4 ký tự. Ưu tiên độ chính xác, nếu độ chính xác bằng nhau, bên dùng ít thời gian hơn sẽ thắng.                                                                                    |
| 2        | Tống Nhất Ngạo Vương Đức Tài                 | Dương Khả Hiên Châu Khải Tường                | Đỉnh kim tự tháp     | Hai tuyển thủ mỗi đội hợp lực hoàn thành đem cự thạch hình vuông vận chuyển từ chân tháp lên đến đỉnh tháp. Tuyển thủ A cần xoay chuyển, liên kết các sơ đồ rời rạc trong rất nhiều sơ đồ gây nhiễu tìm ra 3 sơ đồ vận chuyển khối cự thạch lên đỉnh kim tự tháp. Hai tuyển thủ hợp tác làm nhiệm vụ thứ hai cần ở trong não xây dựng 1 lộ tuyến từ 3 sơ đồ này bắt đầu từ chân tháp lên đến đỉnh. Tuyển thủ B phụ trách nhiệm vụ thứ 3 cần quan sát 1 khối vuông do 6 mũi tên và 6 màu sắc khác nhau tạo thành. Căn cứ vào manh mối ở vị trí xuất phát lăn khối cự thạch theo lộ tuyến đã tạo ở bước 2 trên con đường vận chuyển lên đến đỉnh ghi rõ hướng mũi tên và màu sắc tại 5 ô đã được đánh dấu. Ưu tiên độ chính xác, nếu độ chính xác bằng nhau, bên dùng ít thời gian hơn sẽ thắng. |
| 3        | Trương Lại Hòa                               | Châu Khải Tường                               | Trùng điệp tiêu dung | Tuyển thủ quan sát và ghi nhớ ảnh mục tiêu. Sau đó dựa theo quy tắc: Số chẵn chồng lên sẽ mất, số lẻ sẽ được bảo lưu, ghép những mảnh cơ sở cho sẵn thành ảnh mục tiêu. Mỗi lần tuyển thủ xem lại ảnh mục tiêu, màn hình sẽ bị khóa 10 giây. Có 3 đề thi đấu, người hoàn thành trước 2 đề sẽ thắng. |

## Vòng 4 - Đấu Quốc tế
Kết thúc vòng 3, Ngụy Khôn Lâm trở thành đội trưởng của Trung Quốc chiến đội thi đấu với Quốc tế chiến đội do Robert Desimone là đội trưởng.
Năm nay hình thức thi gồm có đơn đấu, song đấu và tam đấu. Thắng đơn đấu được 1 điểm.  Thắng song đấu được 2 điểm. Thắng tam đấu được 3 điểm. Sau 3 ngày thi đấu, tổng kết đội nào có điểm cao hơn sẽ thắng.
| Chú giải | Thắng | Hòa |

### Tập 10
| STT | Trung Quốc chiến đội         | Quốc tế chiến đội                      | Thử thách                 | Mô tả | Diễn biến và kết quả                                                                   |
| --- | ---------------------------- | -------------------------------------- | ------------------------- | --- | -------------------------------------------------------------------------------------- |
| 1   | Trịnh Lâm Khải               | Mỹ Alessandro D'Amico                  | Lễ vật 4 màu của Napoleón | Tương truyền, khi Napoléon Bonaparte chinh phục Bayern đã tặng cho Joséphine de Beauharnais 1000 Đài phun nước làm lễ vật. Nhưng các đài phun nước đó lại biến mất không dấu vết. Hôm nay, hai tuyển thủ sẽ dùng Định lý bốn màu làm bút vẽ để tái hiện lại Lễ vật 4 màu của Napoleón Đài phun nước 4 màu được chia thành 3000 ô nhỏ. Trên sân khấu ngẫu nhiên chọn một khu vực có 200 ô và chọn 1 màu sắc cho 1 ô bất kỳ trong đó, đồng thời trong 3 màu còn lại chọn 1 màu làm màu mục tiêu. Dựa vào Định lý bốn màu, tuyển thủ tô các ô còn lại sao cho số ô chứa màu mục tiêu là ít nhất. Bên có số ô chứa màu mục tiêu ít hơn sẽ thắng. Nếu số lượng bằng nhau, bên dùng thời gian ít hơn sẽ thắng. | Trịnh Lâm Khải có 28 ô màu mục tiêu, Alessandro có 31 ô màu mục tiêu                   |
| 2   | Phàm Chính Dương             | Anh Andrew McFarthing                  | Ma trận Topology          | Một bức tranh hoàn chỉnh hình vuông được chia thành các mảnh ghép nhỏ hình vuông giống nhau và dán lên một Ma trận có kích cỡ tương đương. Ma trận sẽ được gấp dựa theo quy luật Topology tạo ra một bức tranh vô trật tự. Trên sân khấu sẽ có bức tranh ban đầu và một số ma trận hỗn loạn. Tuyển thủ cần nhanh chóng tìm ra ma trận có thể gấp thành bức tranh ban đầu và ấn chuông giành quyền trả lời. Trả lời chính xác được điểm, đáp sai đối phương được điểm. Có 5 vòng thi đấu, điểm số và độ khó sẽ tăng dần như sau: - Vòng 1: Ma trận 4x4, 1 điểm - Vòng 2: Ma trận 6x6, 2 điểm - Vòng 3: Ma trận 6x6, 2 điểm - Vòng 4: Ma trận 8x8, 3 điểm - Vòng 5: Ma trận 8x8, 5 điểm Cuối cùng, bên nhiều điểm hơn sẽ thắng.                                                                                              | Phàm Chính Dương thắng 8-5                                                             |
| 3   | Đinh Nhược Hư Vương Dịch Mộc | Nhật Bản Matsumaru Ryogo Hiramae Naoya | Mê cung đồn trú           | Hai tuyển thủ mỗi đội hợp lực khiêu chiến. Từ trong cổ văn tìm vị trí những đồn trú trọng yếu. Trên sơ đồ tìm ra con đường ngắn nhất nối chúng với nhau. Tuyển thủ A quan sát các chữ 'Phags-pa (Văn tự triều đại Nhà Nguyên) được đánh số từ 0 đến 9, sau đó trong các văn tự di động tìm ra các đoạn văn tự do 3 số liên tiếp tạo thành và số lần xuất hiện của chúng trong một cột chuyển cho tuyển thủ B. Tuyển thủ B dựa vào thông tin đồng đội đưa cho xác định các đồn trú mục tiêu, dựa vào Bài toán người bán hàng tìm ra con đường ngắn nhất đi qua tất cả các đồn trú. Nếu tuyển thủ A chuyển một mã số đồn trú 2 lần, như vậy cần đi qua đồn trú đó 2 lần. Trong thời gian quy định hoàn thành đường đi hợp lệ. Bên có đường đi ngắn hơn sẽ thắng. Nếu lộ trình bằng nhau, bên dùng ít thời gian hơn sẽ thắng. | Cả hai đội đều đáp đúng. Tuy nhiên, Quốc tế chiến đội thắng nhờ dùng thời gian ít hơn. |

Trong tập này, hai đội hòa nhau với tỷ số 2-2

### Tập 11
| STT | Trung Quốc chiến đội   | Quốc tế chiến đội                  | Thử thách          | Mô tả | Diễn biến và kết quả                                                                 |
| --- | ---------------------- | ---------------------------------- | ------------------ | --- | ------------------------------------------------------------------------------------ |
| 1   | Tống Nhất Ngạo         | Nhật Bản Tokunaga Kai              | Tung hoành hải đảo | Tuyển thủ trong thời gian 1 phút quan sát 1 câu đố tư duy Logic. Mỗi hòn đảo có số các đường hàng hải (Đi tới đảo) khác nhau. Tuyển thủ cần suy luận ra cách liên kết các đảo với nhau bằng đường hàng hải, tìm ra bản đồ hàng hải chính xác. Giữa hai đảo không có nhiều hơn 2 đường hàng hải, các đường hàng hải chỉ có thể song song hoặc vuông góc với nhau chứ không thể giao nhau. Ưu tiên độ chính xác. Nếu độ chính xác như nhau, bên dùng ít thời gian hơn sẽ thắng. | Cả hai đều đáp chính xác. Tuy nhiên, Tống Nhất Ngạo thắng nhờ dùng thời gian ít hơn. |
| 2   | Lưu Nhân Kiệt          | Nhật Bản Matsumaru Ryogo           | Thập nhị tinh đồ   | Trên sân khấu chọn ngẫu nhiên 1 trong 12 Chòm sao, tuyển thủ ghi nhớ trong thời gian giới hạn, sau đó 12 chòm sao sẽ được xáo trộn, phân tán, xoay chuyển, chia tách, đặt ngẫu nhiên vào trong bản đồ tạo thành một mảnh bầu trời sao. Tuyển thủ cần xác định khu vực có chòm sao mục tiêu và xoay chuyển các ngôi sao trong đó, cuối cùng khôi phục hoàn chỉnh chòm sao mục tiêu. Người khôi phục chính xác trước sẽ thắng. | Lưu Nhân Kiệt thắng nhờ dùng thời gian ít hơn                                        |
| 3   | Loan Vũ Trịnh Lâm Khải | Anh Andrew McFarthing Oliver Black | Không gian bí kính | Hai tuyển thủ mỗi đội hợp lực hoàn thành, dùng manh mối lộ tuyến để xây dựng khối lập phương mục tiêu. Tuyển thủ A giải mã con đường màu sắc, dựa theo con số ở trên ô màu, điền kín các ô vuông, tìm ra tất cả các cách giải của 6 đề và chuyển cho đồng đội. Tuyển thủ B dựa vào hình mục tiêu 2D sắp xếp 6 mặt Khối lập phương nhờ thông tin đồng đội đưa cho, loại đi những thông tin gây nhiễu, mỗi đề (Ở phần 1) chỉ lấy 1 tấm tìm ra cách giải duy nhất có thể ghép thành hình mục tiêu và tiến hành phục chế, đặt chính xác vị trí và hướng lên 6 mặt khai triển của khối lập phương sao cho khi gấp lại, từ một góc nào đó có thể nhìn ra hình mục tiêu 2D ban đầu. Bên đáp chính xác giành chiến thắng. Nếu cả hai đều chính xác, bên dùng ít thời gian hơn sẽ thắng. | Quốc tế chiến đội đáp đúng                                                           |

Trong tập này, hai đội hòa nhau với tỷ số 2-2

### Tập 12
| STT | Trung Quốc chiến đội                         | Quốc tế chiến đội                                      | Thử thách                     | Mô tả | Diễn biến và kết quả                                                            |
| --- | -------------------------------------------- | ------------------------------------------------------ | ----------------------------- | --- | ------------------------------------------------------------------------------- |
| 1   | Loan Vũ                                      | Nhật Bản Okabe Nanako                                  | Mảnh ghép bị thiếu của Escher | Một tờ giấy có 2 mặt là 2 bức tranh Mosaic khác nhau, chia thành 81 ô. Trên sân khấu ngẫu nhiên chọn 3 ô, gấp chúng lại bằng kiểu gấp Miura-ori để tuyển thủ quan sát và che thông tin viền ngoài đi. Dựa vào manh mối bên trong, suy luận tỉ mỉ, tìm ra vị trí tọa độ của chúng trên bức tranh. Ưu tiên độ chính xác. Nếu độ chính xác như nhau, bên dùng ít thời gian hơn sẽ thắng. | Cả hai đều đáp đúng 3 đề. Tuy nhiên, Okabe thắng nhờ dùng thời gian ít hơn      |
| 2   | Dương Dịch                                   | Nhật Bản Hiramae Naoya                                 | Tinh hữu linh tê              | Trong một tinh hệ, các hành tinh đều quay quanh một hằng tinh (Ngôi sao phát sáng) với một Quỹ đạo và tốc độ nhất định. Ngẫu nhiên chọn 2 Hành tinh, tuyển thủ chỉ quan sát 2 hành tinh này trạng thái vận động thoắt ẩn thoắt hiện của chúng trong tinh vân huyền ảo, suy luận ra quỹ đạo vận động của 2 Hành tinh. Trong 160 tấm quỹ đạo phức tạp tìm ra toàn bộ quỹ đạo vận động trong các giai đoạn của chúng. Ưu tiên độ chính xác. Nếu độ chính xác như nhau, bên dùng ít thời gian hơn sẽ thắng.                                                                                    | Cả hai đều đáp đúng 3 đề. Tuy nhiên, Dương Dịch thắng nhờ dùng thời gian ít hơn |
| 3   | Tống Nhất Ngạo Vương Dịch Mộc Trịnh Lâm Khải | Anh Oliver Black Nhật Bản Matsumaru Ryogo Tokunaga Kai | Lập phương lôi trận           | Mỗi đội 3 tuyển thủ hợp sức hoàn thành. Từ các manh mối cho sẵn, ghép thành khối lập phương hoàn mỹ. Tuyển thủ A cần hoàn thành Dò mìn trên khối lập phương 8x8x8, tổng cộng có 10 khối, giải xong mỗi khối có thể chuyển cho tuyển thủ B. Tuyển thủ B quan sát bản đồ mìn đã giải, trong não ghép các mặt trên-dưới, trái-phải, trước-sau lấy được thông tin của 10 khối 3D và tìm ra chúng trong lượng lớn các khối gây nhiễu chuyển cho tuyển thủ C. Tuyển thủ C chọn lựa, ghép nối, cuối cùng ghép ra Khối lập phương 4x4x4 hoàn mỹ. Bên có tổng thời gian ngắn hơn giành chiến thắng. | Trung Quốc chiến đội thắng (Dùng hết 22 phút 44,61 giây)                        |

Trong tập này,  Trung Quốc chiến đội thắng với tỷ số 4-1
Chung cuộc chiến thắng là Trung Quốc chiến đội với tỷ số 8-5. Tổng đội trưởng của Trung Quốc chiến đội và Quốc tế chiến đội lựa chọn một thành viên trong đội thắng để trao danh hiệu Não vương là Trịnh Lâm Khải
Ngoài ra, chương trình còn có trao thêm một số giải phụ:
- Giải Hắc Mã cho Okabe Nanako
- Giải nỗ lực hết mình cho Tống Nhất Ngạo

## Khách mời danh tiếng
| Tập        | Khách mời                              |
| ---------- | -------------------------------------- |
| 6          | Mã Lỗi - Tổng giám đốc công ty Venucia |
| 10, 11, 12 | Giáo sư Thi Nhất Công                  |

## Tài trợ
Venucia
TikTok